# Hydro-Québec

Logotyp för Hydro-Québec.

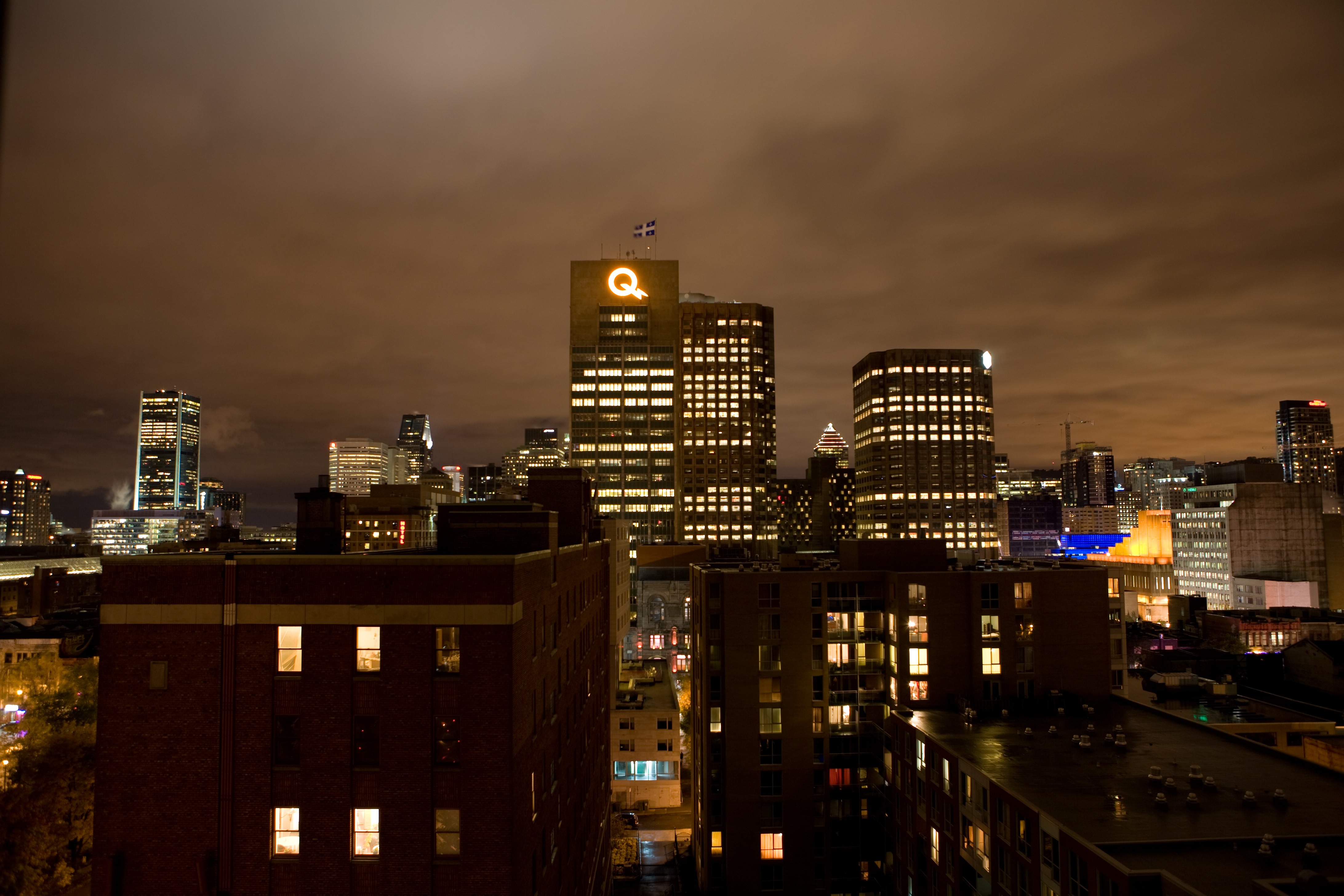
Hydro-Québecs huvudkontor i Montréal.

Hydro-Québec är ett provinsägt företag som levererar vattenkraftsenergi till den kanadensiska provinsen Québec. Företagets totala energikapacitet uppgick 2008 till 36 428 MW. Företaget har 46 000 anställda och omsatte 2008 12,72 miljarder Kanadadollar. Huvudkontoret ligger i Montréal.
Hydro-Québec grundades av Québecs premiärminister Adélard Godbout den 14 april 1944. efter en nationalisering av privata elentreprenörer. Nationaliseringen upphörde senare samma år sedan Maurice Duplessis tagit över regeringen. Under den tysta revolutionen nationaliserades dock de återstående elva privata marknadsaktörerna och under Jean Lesage slutförde energiminister René Lévesque nationaliseringen.
1965 blev Hydro-Québec först i världen med att använda 735 kV-ledningar för att effektivisera de långa överföringssträckorna. Dessa ledningar utgör fortfarande en tredjedel av elnätverket i Québec.
1971 inledde Robert Bourassa James Bay-projektet vid La Grande-floden som fortfarande täcker en stor del av provinsens elbehov.
1989 och 1998 orsakade olika miljöfaktorer större avbrott i produktionen, med leveransavbrott på som längst tre veckor.